# Amanita beckeri
Amanita beckeri är en svampart som tillhör divisionen basidiesvampar, och som beskrevs av H.S.C. Huijsman. Amanita beckeri ingår i släktet flugsvampar, och familjen Amanitaceae. Arten har ej påträffats i Sverige.

## Bildgalleri

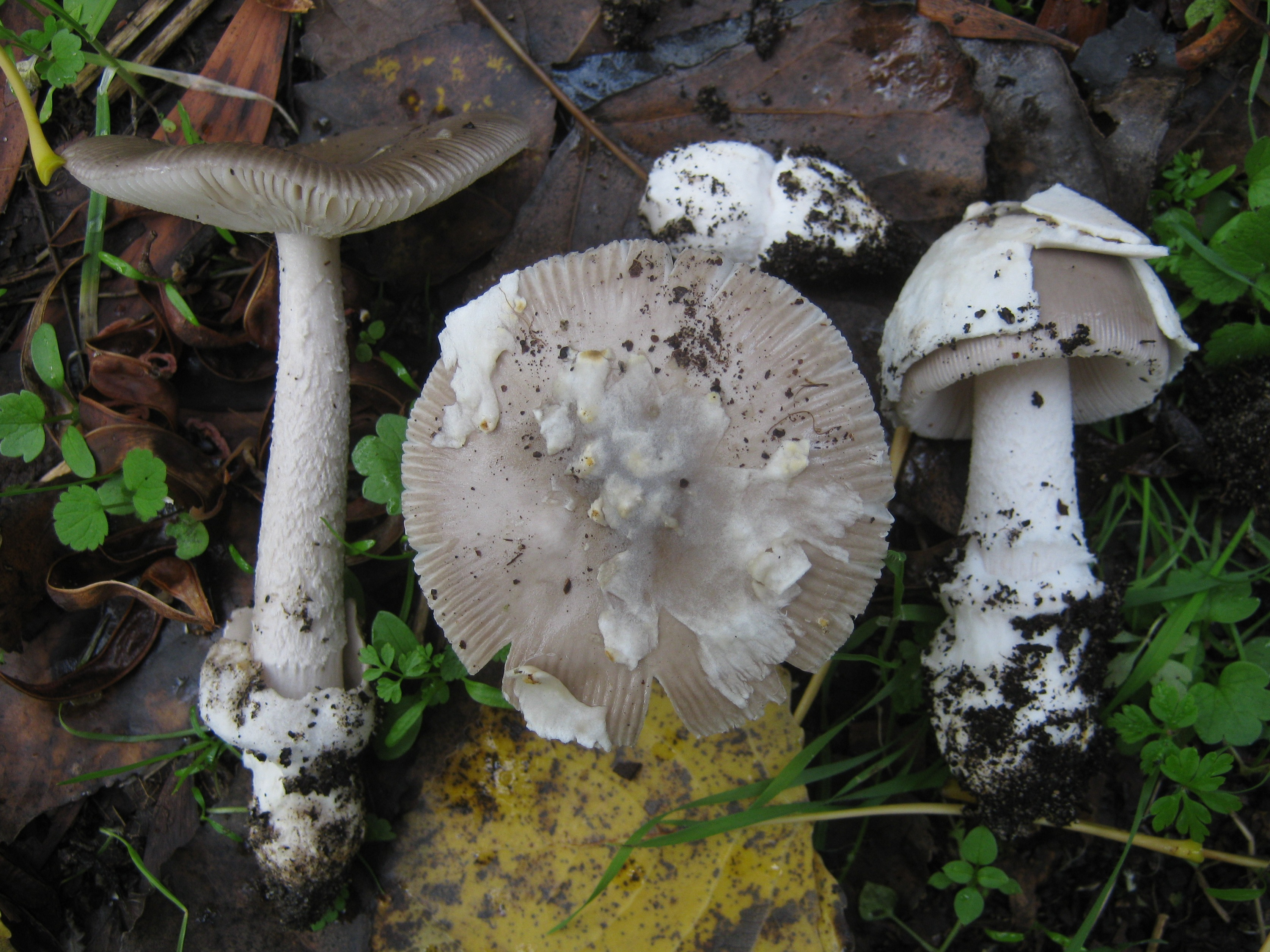